# 正菊珊瑚
正菊珊瑚为菊珊瑚科菊珊瑚屬下的一个种。該物種的學名於1775年由彼得·福斯科尔首次有效發表。
外觀呈圓形，會因生長過速而呈不規則的團塊狀，顏色大多是淺綠色、灰色、暗紅色等顏色。